# Ferrovie della Calabria

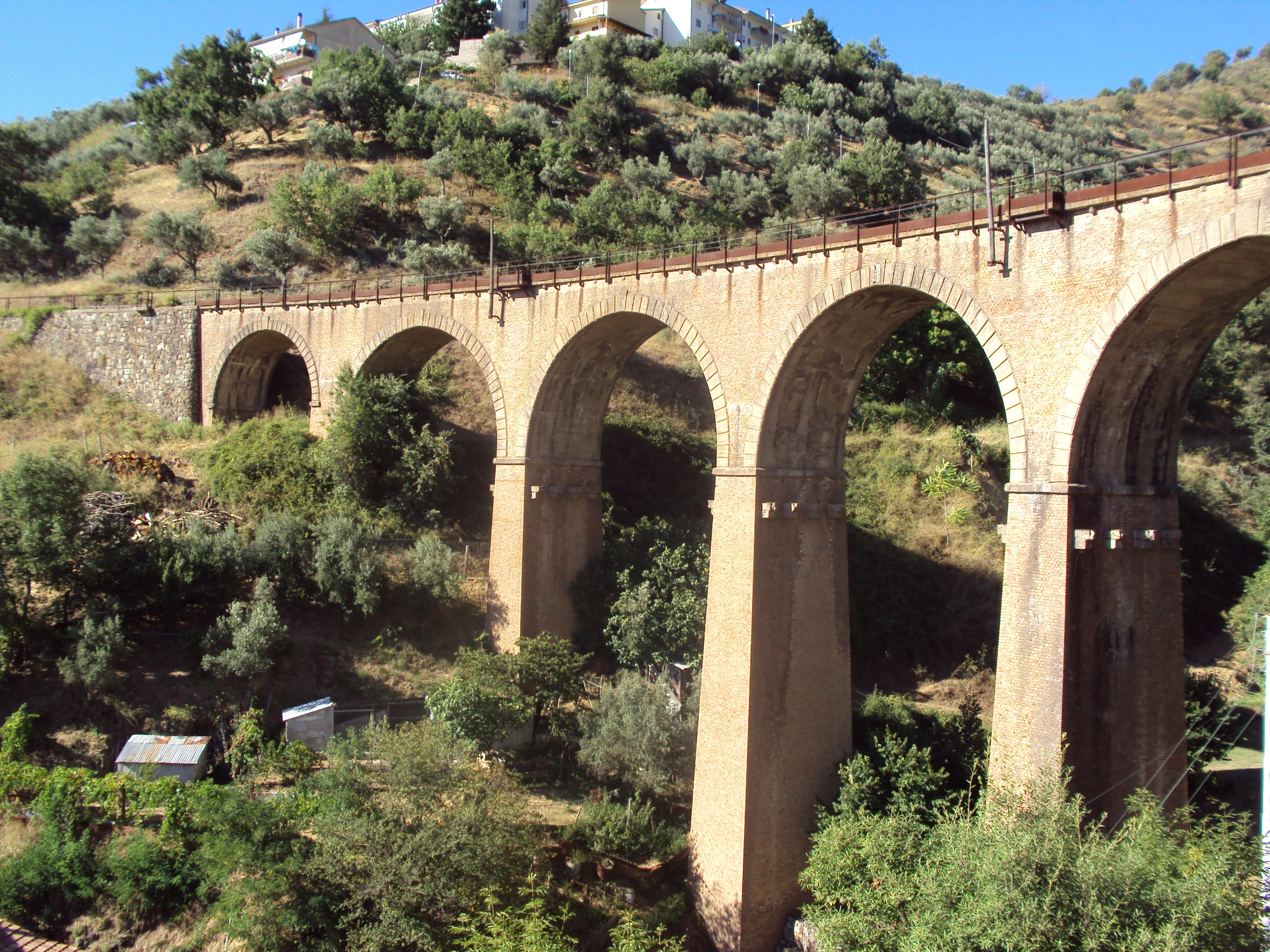
Viadukt a társaság egyik vonalán

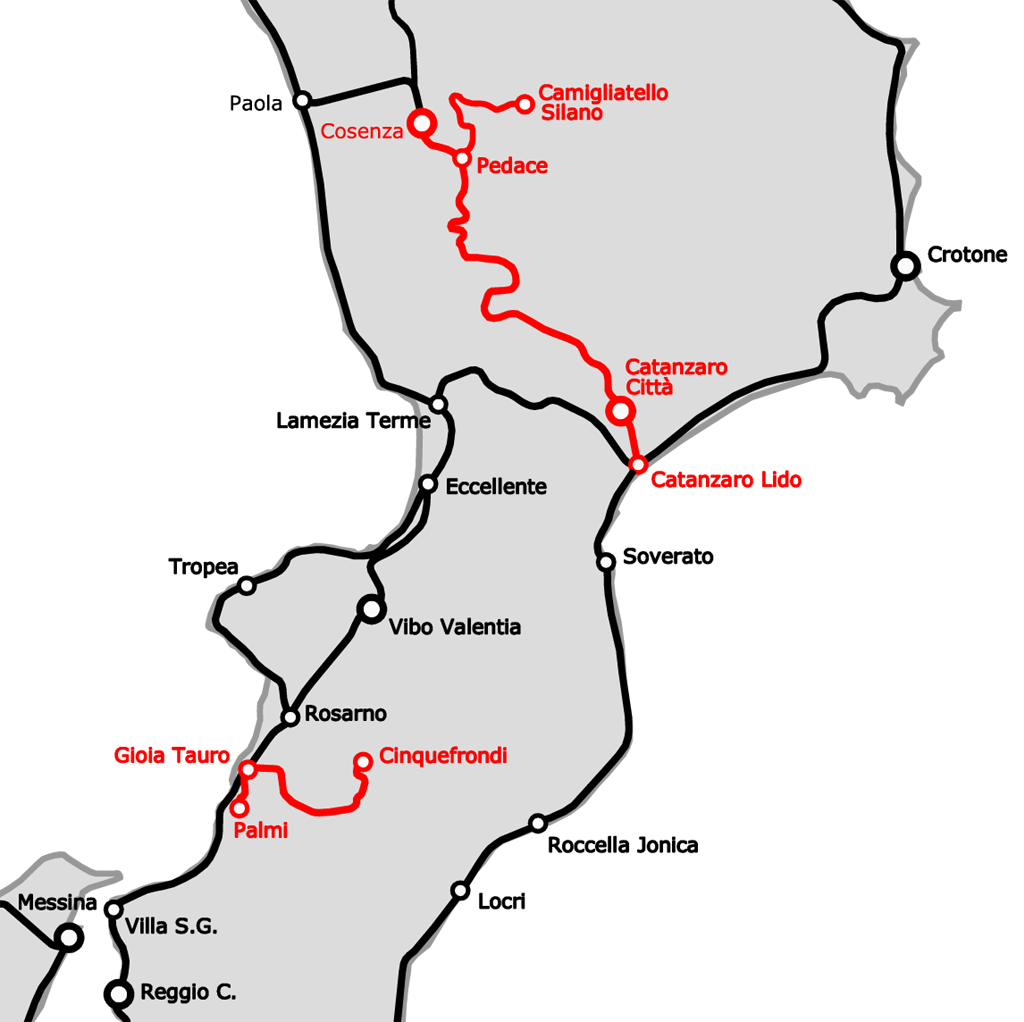

A Ferrovie della Calabria egy Catanzaróban székelő olasz vállalat, mely vasúti és közúti személyszállítással foglalkozik Calabria régió területén. A társaságot 2001-ben alapították a Società delle ferrovie Calabro–Sicule privatizációjával.
A társaság által üzemeltetett keskeny, 950 mm-es nyomtávú vasútvonalak:
- Cosenza - Catanzaro Lido (113 km)
- Cosenza - San Giovanni in Fiore (77 km)
- Gioia Tauro - Cinquefrondi (32 km)
- Gioia Tauro - Palmi (9 km)

A társaság által üzemeltetett siklóvasútak:
Catanzaro: Stazione di Valle - Stazione Piazza Roma - 678 m hosszú, szintkülönbség 158 m
A társaság tulajdonában levő busztársaságok:
- Centro Automobilistico di Castrovillari
- Centro Automobilistico di Catanzaro
- Centro Automobilistico di Cosenza
- Centro Automobilistico di Gioia Tauro
- Centro Automobilistico di Petilia Policastro
- Centro Automobilistico di Marina di Gioiosa Ionica
- Centro Automobilistico di Vibo Valentia